# Pandanus attenuatus
Pandanus attenuatus är en enhjärtbladig växtart som beskrevs av Harold St.John. Pandanus attenuatus ingår i släktet Pandanus och familjen Pandanaceae. Inga underarter finns listade.